# Guy Crawford
Guy Crawford (* 1979) ist ein neuseeländischer Triathlet.

## Werdegang
Seit 2008 startet er auf der Triathlon-Mitteldistanz und seit 2009 als Profi-Athlet.
Im November 2015 gewann er auf der Mitteldistanz den Ironman 70.3 Taiwan.
2017 wurde er bei seinem ersten Start auf der Langdistanz (3,86 km Schwimmen, 180,2 km Radfahren und 42,195 km Laufen) Fünfter im Ironman Taiwan.
Guy Crawford ist seit Mai 2017 verheiratet mit der australischen Triathletin Kate Crawford (* 1977) und die beiden leben in Perth.

## Sportliche Erfolge
| Datum/Jahr    | Rang | Wettbewerb             | Austragungsort | Zeit     | Bemerkung                   |
| ------------- | ---- | ---------------------- | -------------- | -------- | --------------------------- |
| 17. Okt. 2020 | 5    | Ironman 70.3 Busselton | Busselton      | 03:59:48 |                             |
| 3. Mai 2019   | 8    | Ironman 70.3 Busselton | Busselton      | 04:02:09 |                             |
| 5. Aug. 2018  | 2    | Ironman 70.3 Qujing    | Qujing         | 04:03:30 | Zweiter hinter David Dellow |
| 19. Feb. 2017 | 3    | Ironman 70.3 Gurye     | Gurye          |          |                             |
| 1. Nov. 2015  | 1    | Ironman 70.3 Taiwan    | Taitung        | 03:33:43 |                             |
| 2. Nov. 2013  | 2    | Ironman 70.3 Taiwan    | Taitung        | 04:10:10 |                             |
| 3. Juli 2011  | 2    | Ironman 70.3 Korea     | Jeju           |          | hinter Cameron Brown        |

| Datum/Jahr   | Rang | Wettbewerb          | Austragungsort | Zeit     | Bemerkung |
| ------------ | ---- | ------------------- | -------------- | -------- | --------- |
| 3. März 2018 | 11   | Ironman New Zealand | Taupō          | 08:48:05 | [ 1 ]     |
| 1. Okt. 2017 | 5    | Ironman Taiwan      | Kenting        | 09:46:54 |           |

(DNF – Did Not Finish)